# Herlinda de Maaseik

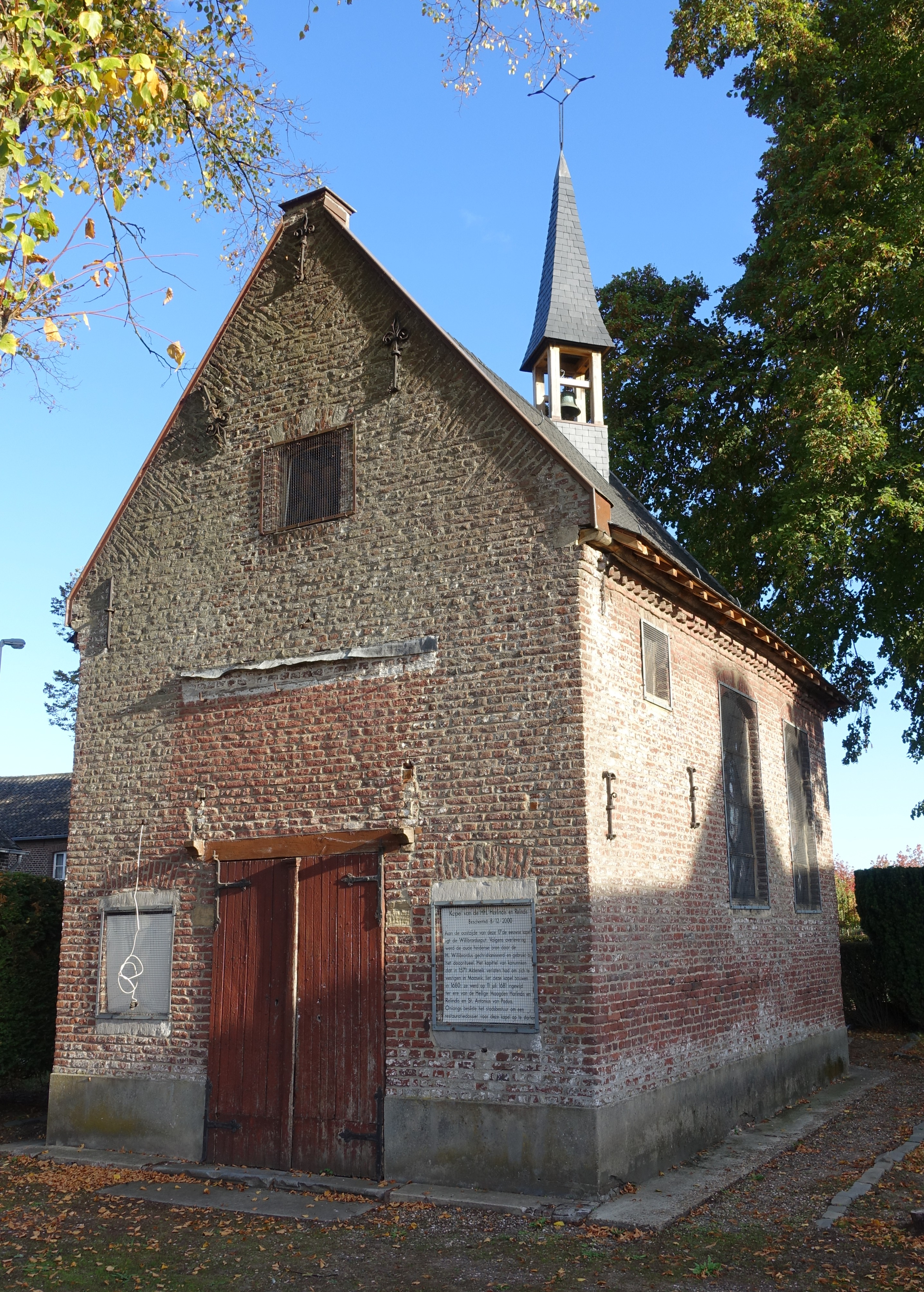
Capella a Aldeneik, dedicada a Herlinda i Relinda

Herlinda (o Harlinda) (c.695 a Maaseik – 745 o 753 a Aldeneik, a prop de Maaseik), germana de Santa Relinda, va ser una santa i abadessa franca.
Herlinda i Relinda eren les filles del noble Franc Adelard, qui va educar les seves filles al monestir Benedictí de Valenciennes. L'any 730 els pares d'Herlinda van instal·lar un monestir Benedictí a Aldeneik per les seves filles. Herlinda va ser consagrada com la seva primera abadessa per Willibrord, ocupant aquest càrrec fins a la seva mort, i després d'aquesta Sant Bonifaci va nomenar Relinda com la seva successora.
Les dues germanes normalment són retratades juntes, i de vegades, també amb unes quantes monges, subjectant un bàcul d'abadessa o un model del monestir. El seu festiu és el 12 d'octubre, o el 13 de febrer a Lieja (el mateix dia que Relinda).